# 苏联海运部
苏联海运部（Minmorflot）是苏联政府的一个部。主管海运工作。

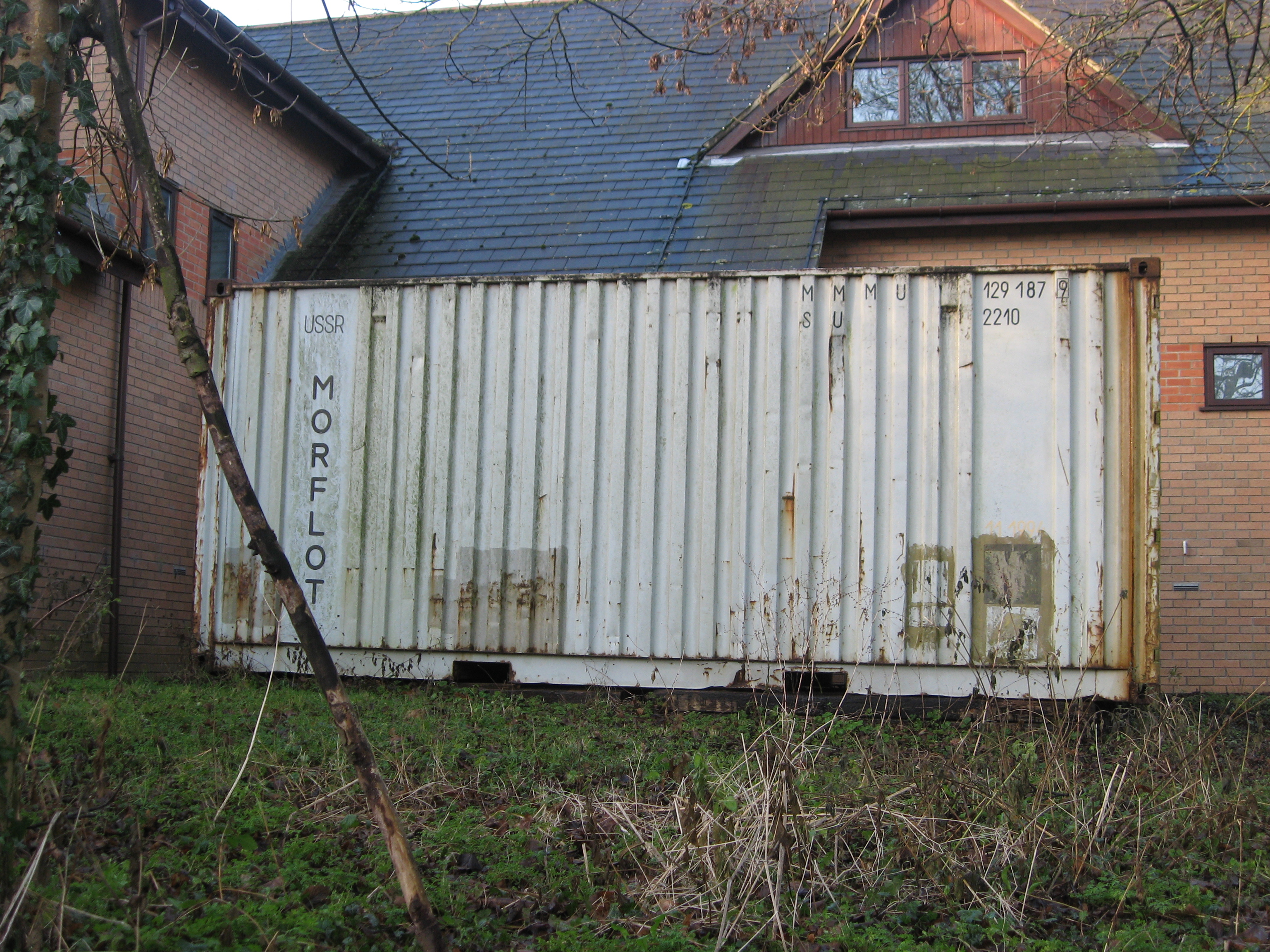
蘇聯的 Morflot 集裝箱

苏联商船队缩写为Morflot。

## 历史
1939年5月25日，根据苏联部长会议决定，从苏联水运人民委员部分出了“苏联海运人民委员部”。1946年3月15，根据最高苏维埃的决定，所有的人民委员部改为苏联部长会议的部，成立苏联海运部。1953年3月15日，苏联海运部和苏联内河航运部合并为苏联海运和内河航运部。
1954年8月25日，苏联最高苏维埃主席团决议恢复苏联海运部。
六十年代苏联商船队每年增加一百万吨吨位。1966年-1970年的五年计划结束时，商船队“载重”吨位达到1313.6万载重吨。1990年1月1日，苏联商船队拥有船舶8195艘，2730万总吨，3074.9万载重吨。

## 下属机构
出处：
- Sovfracht（全苏租船公司）
- 苏联船级社（英语：Russian Maritime Register of Shipping）
- 苏联海运中央科学研究所
- 波罗的海航运公司（英语：Baltic Sea Shipping Company）, 列宁格勒
- 爱沙尼亚航运公司（英语：Estonian Shipping Company）, 塔林
- 拉脱维亚航运公司（英语：Latvian Shipping Company）, 里加
- 立陶宛航运公司（英语：Lithuanian Shipping Company）, 克莱彼达
- 黑海航运公司（英语：Black Sea Shipping Company）, 敖德萨
- 亚速海航运公司（英语：Azov Shipping Company）, 马里乌波尔
- 新罗西斯克航运公司（英语：Novorossiysk Shipping Company）, 新罗西斯克
- 格鲁吉亚航运公司（英语：Georgian Shipping Company）, 巴统
- 苏联多瑙河航运公司（英语：Dunaj-Sea Shipping Company）, 伊兹梅尔
- 远东航运公司（英语：Far East Shipping Company）, 符拉迪沃斯托克
- 普里莫尔斯克航运公司（英语：Primorie Shipping Company）, 纳霍德卡
- 萨哈拉航运公司（英语：Sakhalin Shipping Company）, 霍尔姆斯克
- 勘察加航运公司（英语：Kamchatska Shipping Company）, 彼得罗巴甫洛夫斯克勘察加
- 摩尔曼斯克航运公司（英语：Murmansk Shipping Company）, 摩尔曼斯克
- 北方航运公司（英语：Sevmorput）北冰洋东北航线
- SVUMF (俄语：СВУМФ)海运部东北管理局
- 里海航运公司（英语：Kaspian Shipping Company）, 巴库
- 中亚航运公司（英语：Middle-Asian Shipping company） (咸海)

## 历任部长
| 姓名                                             | 上任日期   | 历任日期   |
| ------------------------------------------------ | ---------- | ---------- |
| 彼得·彼得罗维奇·希尔绍夫 (1905—1953)             | 1946-3-19  | 1948-3-30  |
| 亚历山大·亚历山德罗维奇·阿法纳西耶夫 (1903—1991) | 1948-3-30  | 1948-4-26  |
| 代理部长 尼古拉·瓦西列维奇·诺维科夫 (1909—1971)  | 1948-4-26  | 1948-10-23 |
| 尼古拉·瓦西列维奇·诺维科夫 (1909—1971)           | 1948-10-23 | 1953-3-15  |
| 维克多·格奥尔基耶维奇·巴卡耶夫 (1902—1987)       | 1954-8-28  | 1970-1-14  |
| 蒂莫菲·鲍里索维奇·古任科 (1918—2008)             | 1970-1-14  | 1986-9-27  |
| 尤里·米哈伊洛维奇·沃尔默{ (1933-)                | 1986-10-24 | 1991-8-28  |
| 代理部长 尤里·米哈伊洛维奇·沃尔默 (1933-)        | 1991-8-28  | 1991-11-26 |